# 歌わせたい男たち
『歌わせたい男たち』（うたわせたいおとこたち）は、永井愛作・演出の戯曲・演劇。

## 概要
卒業式の日を迎えた都立高等学校の保健室を舞台に、音楽の講師を主人公として、『君が代』を式で歌わせようとする教師と、国歌斉唱に反対しシャンソンを歌わせようとする左翼教師を描く喜劇。
日本における国旗国歌問題という意見が対立している問題を題材とすることは、最初は怖かったと永井は2022年のインタビューで答えている。しかし、日々考えるうちに次第に「こういった問題に対面している人間の心の動きは書くに値する」「書きたい」となり、他者からの批判を畏れなくなくなったと語っている。永井としては社会問題そのものよりも、その問題に直面している人間を描きたい、醜いことも滑稽なこともあるが、素晴らしく美しい瞬間もあるというギリギリの人間性を試されるような中での人間を捉えたいと、自身の欲求を語っている。

## あらすじ
卒業式まであと数時間となったある都立高校の保健室。
売れないシャンソン歌手として過ごしてきた仲ミチルは、カタギの仕事として音楽講師を務めるようになり、初めての卒業式を迎える。ミチルはピアノが苦手な上にアガリ性だったため、自分のせいで卒業式が台無しになってしまっては大変だと早朝から音楽室にこもってピアノ伴奏の稽古をしていた。緊張が高まったせいか指が震えてめまいをおこし、コーヒーを服にこぼし倒れてしまったミチルは保健室の養護教師の按部に服を乾かしてもらい、布団を巻き付けて休んでいた。そこへ花粉症の薬をもとめて与田校長がやってくる。与田はミチルの前任者がクリスチャンを理由に国歌斉唱に反対で辞職したと告げ、ミチルに伴奏を行えるか確認し、ミチルは問題なく伴奏すると答える。倒れたときに片方のコンタクトレンズを無くしており楽譜が見えないことに気付いたミチルは、視力が近く仲の良い社会科教師の拝島のメガネを借りることを思いつくが、与田校長と按部は怪訝な顔をする。実はこの学校、昨年の卒業式で4人の教師と卒業生のほとんどが国歌斉唱で不起立をして新聞沙汰になっていた。教育委員会からの指導もあり、与田校長は今年は穏便に済ませたいと考えている。
昨年、国歌斉唱に反対したおかげで、定年退職後の再雇用が取り消された元教師が、不起立を訴えるビラを校門でまこうとしていると、英語科教師の片桐が駆け込んできて、与田校長と2人で保健室を出て行った。
入れ替わりに、拝島が保健室へやってくる。ミチルはメガネを借りようとするが、やはり拝島はメガネは貸せないと答えた。代わりに拝島はシャンソンの『聞かせてよ愛の言葉を』を歌ってくれるようミチルに懇願する。ミチルは3人の子持ちでもある拝島の身を案じ、国歌斉唱の40秒をこらえるように説得するが、拝島は受け入れず、シャンソンには反権力の思いが根底がある、心の自由の危機に対して沈黙するアーティストは間違っていると、逆にミチルを批判してくる。
元教師は不法侵入のかどで警察に連行され、与田校長と片桐が保健室へ戻ってくる。与田校長は式典の間、拝島に外で駐車場の案内係をやってもらえないか提案するが、拝島はこれを拒否。
更には、拝島が教室の黒板に書いた文章と、元教師がまいていたビラから、生徒たちが「内心の自由」を理由に不起立を画策しているという情報が入ってくる。しかもそのビラの文章は10年以上も昔に与田校長自身が雑誌に発表した主張だった。
与田校長は校舎の屋上に立つと、かつての自分の考え方が間違っていたと演説すると共に、式典で起立してもそれは「外心」だから内心の自由は侵さないと主張。そして、一人でも不起立者が出たら屋上から飛び降りて詫びると訴えかけた。
ミチルは拝島に向かってシャンソンを歌う。拝島はメガネを置いて保健室を立ち去った。（幕）
（実際に式典がどうだったかは描かれていない）

## 初演
- 2005年10月：ベニサン・ピット（二兎社）

### キャスト
- 戸田恵子 - 仲ミチル：ピアノ伴奏役の元シャンソン歌手でもあるノンポリ音楽講師[2]。
- 大谷亮介 - 与田是昭：教育委員会の指導通りに式を進めたい校長[2]。
- 小山萌子 - 按部真由子：思想には無関心な養護教師。
- 中上雅巳 - 片桐学：国歌斉唱を推進する若い英語科教師。
- 近藤芳正 - 拝島則彦：「君が代斉唱時には起立しない」と主張する社会科教師[2]。妻子あり。

### スタッフ
- 永井愛 - 作・演出

### 受賞歴
- 2005年第5回朝日舞台芸術賞グランプリ、秋元松代賞（戸田恵子）
- 2005年第5回バッカーズ演劇奨励賞（戸田恵子）
- 2006年第13回読売演劇大賞最優秀作品賞、優秀演出家賞（永井愛）、最優秀女優賞（戸田恵子）

## 公演
- 2008年2月：二兎社による再演。3月末から5月初めにかけて日本各地を巡演している[2]。
- 2016年10月12日：ロンドン王立演劇学校[3]
- 2017年2月：劇団俳協CLIMBING UP 準劇団員公演
- 2022年11月：二兎社による3度目の公演。出演はキムラ緑子、山中崇、大窪人衛、うらじぬの、相島一之[4]。

## 外国での反応
2010年頃にイギリスで上演される計画があったが叶わなかった。そもそもなぜ国歌斉唱を強制する必要があるのか、それを説明するのが非常に困難だったため。「信じられない話だ、当地でこんな事があったら同僚や保護者が座視していない」と評された。
その後、2016年にはロンドン王立演劇学校でリーディング公演を行っている。